# La Samaritaine (ópera)
La Samaritaine (título original en francés; en español, La samaritana) es una ópera francesa de Max d'Ollone, estrenada el 23 de junio de 1937 en la Ópera de París, basado en la pieza homónima de Edmond Rostand (1897).

## Discografía
- La Samaritaine, versión de concierto con Berthe Monmart, André Vessières, Lucien Lovano, Charles Cambon, Jean Giraudeau, Joseph Peyron, Jacques Mars, Gustave Wion, Jean Lavaud, Marcel Lebreton, Marcel Génio, Maude Million, Madeleine Drouot, Marguerite Myrtal, Coros y Orquesta Lírica de la RTF, Tony Aubin (dir.) - Grabado el 29 de abril de 1955 y difundida el 27 de mayo de 1955